# Новосілки-Опарські
Новосілки-Опарські — село в Україні, у Стрийському районі Львівської області. Населення становить 920 осіб. Орган місцевого самоврядування - Миколаївська міська рада.
Село Новосілки-Опарські розташоване за 12 км від центру громади і за 16 км від залізничної станції Миколаїв-Дністровський. Сільській раді раніше були підпорядковані населені пункти: Листв'яний, Мала Горожанна, Сайків. Новосілки-Опарська згадується вперше в письмових джерелах за XVII століття. Засновники села — переселенці з с. Опари (поблизу Дрогобича). У селі є середня школа, клуб, бібліотека, лікарня, дитячий садок, магазин.
44 жителі Новосілки-Опарської воювали на фронтах Німецько-радянської війни, 13 з них загинуло[джерело?]. На честь загиблих односельчан побудовано пам'ятник.
Біля села на підвищеному пагорбку у лісі площею 0,5 га є урочище Підвисоке (бронзова доба, II-І тисячоліття до н. е.).

## Населення

### Мова
Розподіл населення за рідною мовою за даними перепису 2001 року:
| Мова       | Кількість | Відсоток |
| ---------- | --------- | -------- |
| українська | 920       | 100 %    |